# Tilly Edinger
Pour les articles homonymes, voir Edinger.
Tilly Edinger de son vrai nom Johanna Gabriele Ottilie Edinger, née le 13 novembre 1897 à Francfort, morte le 27 mai 1967 à Cambridge (États-Unis) est une paléontologue américaine d'origine juive allemande. Elle a fondé la paléoneurologie (ou neuropaléontologie), discipline consacrée à l'étude des cerveaux fossiles.
Stephen Jay Gould l'a décrite comme « l'une des scientifiques les plus remarquables du XXe siècle ».
Le cratère vénusien Edinger a été nommé en son honneur.

## Ouvrages
- Fossil Brains (Les cerveaux fossiles), 1929[2].
- Horse Brains (Les cerveaux des chevaux), 1948[3].